# بازرس کلوزو (فیلم)
بازرس کلوزو (به انگلیسی: Inspector Clouseau) فیلمی کمدی، محصول سال ۱۹۶۸ است. این فیلم سومین فیلم از سری پلنگ صورتی و اولین فیلم از این سری با بازی آلن آرکین در نقش بازرس کلوزو می‌باشد.